# Lista över länder efter uranproduktion

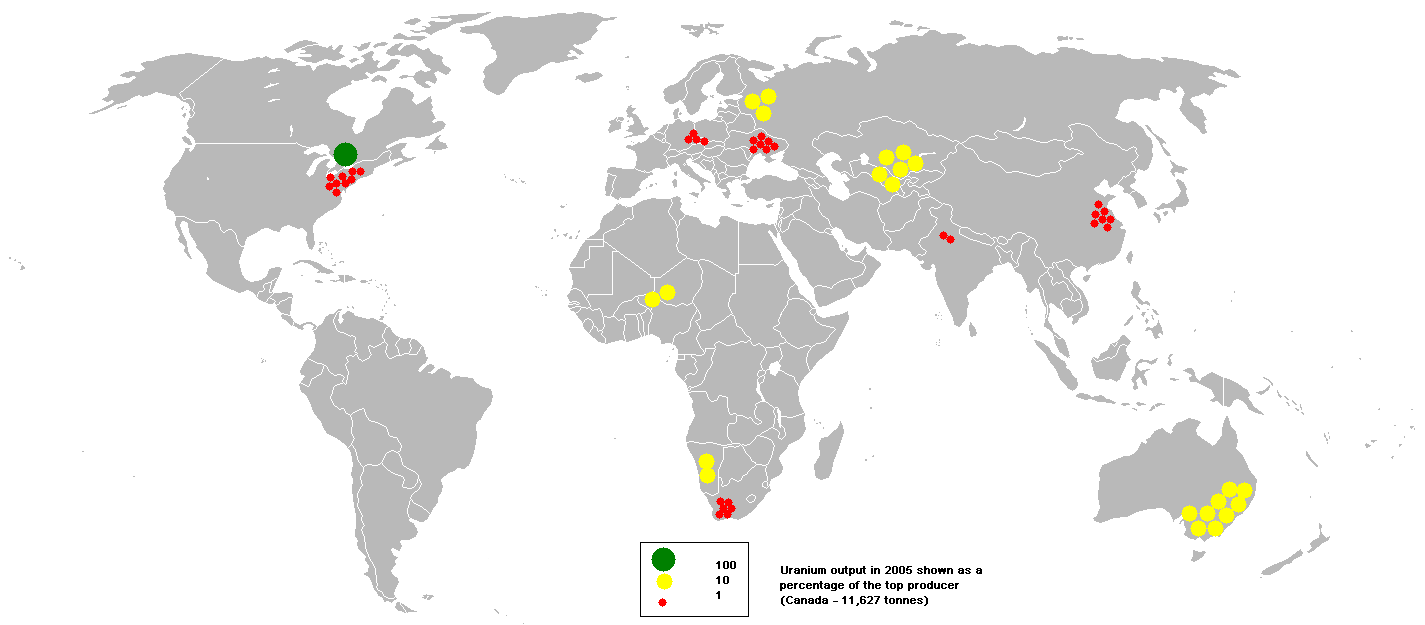
Världsuranproduktionen 2005.

Detta är en lista över länder efter uranproduktion.
| Pos | Land       | Uranproduktion (2014) (ton) | Uranproduktion (2011) (tusen pund U3O8) | Procent av världsproduktionen (2013) |
| --- | ---------- | --------------------------- | --------------------------------------- | ------------------------------------ |
| —   | Världen    | 59370                       | 139513                                  |                                      |
| 1   | Kazakstan  | 22451                       | 46284                                   | 37,8                                 |
| 2   | Kanada     | 9331                        | 25434                                   | 15,7                                 |
| 3   | Australien | 6350                        | 15339                                   | 10,7                                 |
| 4   | Niger      | 4518                        | 10914                                   | 7,6                                  |
| 5   | Namibia    | 4323                        | 11689                                   | 7,3                                  |
| 6   | Ryssland   | 3153                        | 1516                                    | 5,3                                  |
| 7   | Uzbekistan | 2400                        | 6239                                    | 4                                    |
| 8   | USA        | 1792                        | 4316                                    | 3                                    |
| 9   | Kina       | 1500                        | 2150                                    | 2,5                                  |
| 10  | Malawi     | 1132                        | 1742                                    | 1,9                                  |
| 11  | Ukraina    | 922                         | 2210                                    | 1,6                                  |
| 12  | Sydafrika  | 531                         | 2210                                    | 0,9                                  |
| 13  | Indien     | 385                         | 1040                                    | 0,6                                  |
| 14  | Brasilien  | 231                         | 385                                     | 0,4                                  |
| 15  | Tjeckien   | 215                         | 660                                     | 0,4                                  |
| 16  | Rumänien   | 77                          | 200                                     | 0,1                                  |
| 17  | Pakistan   | 45                          | 117                                     | 0,1                                  |
| 18  | Tyskland   | 27                          | 52                                      | < 0,1                                |
| 19  | Frankrike  | 5                           | 18                                      | < 0,1                                |